# Ignaz Prell
Ignaz Prell (* 3. April 1805 in Ebern, Unterfranken; † 5. Januar 1874 in Bamberg) war ein deutscher Politiker.

## Leben
Prell war der Sohn eines Rentamtmannes und besuchte ab 1814 das Gymnasium in Bamberg. Dies geht zumindest aus den Berichten über die Königliche Gymnasial- und Studienanstalten der Jahre 1814 und 1815/16 hervor. Anschließend durchlief er eine Ausbildung zum Advokaten. Ab 1840 ist er im Regierungsblatt für das Königliche Bayern als Rechtsanwalt am Bamberger Kreis- und Stadtgericht, dann Landgericht I. und II. verzeichnet.
1848 war er Mitglied im Vorparlament. Von 1849 bis 1855 war er Mitglied in der Kammer der Abgeordneten im Bayerischen Parlament.
Er gehörte zu den sogenannten „Bamberger Radikaldemokraten“ um Nikolaus Titus und den Bamberger Arzt Heinrich Heinkelmann, die für die 14 Bamberger Artikel verantwortlich zeichneten.
Ignaz Prell ist Vater des Verlegers August Prell.